# Morella quercifolia
Morella quercifolia là một loài thực vật có hoa trong họ Myricaceae. Loài này được (L.) Killick mô tả khoa học đầu tiên năm 1998.